# Madagaskars djurliv
Madagaskars djurliv är unikt på grund av att ön har varit isolerad i cirka 88 miljoner år sedan den skiljdes från superkontinenten Gondwana. Detta har lett till att öns växter och djur har fått utvecklas relativt ostört och Madagaskar har därför mängder med djur och växter som inte finns någon annanstans på jorden. Varje år upptäcks nya arter i Madagaskar och en stor del av djurlivet har inte blivit upptäckt än. Ungefär 90 procent av alla växter och djur på ön är endemiska, bland annat cirka 100 arter av lemurer, rovdjuret fossa samt många fågelarter. Av de 340 arterna reptiler är cirka 92 procent endemiska, och av de cirka 200 arterna groddjur är 99 procent endemiska. En del ekologer kallar Madagaskar för den åttonde kontinenten på grund av dess utmärkande ekologi och biologiska mångfald. År 2021 påträffades världens minsta reptil på Madagaskar: Brookesia nana eller nano-kameleonten, som endast har en 13,5 millimeter lång kropp. Två tredjedelar av all världens kameleont-arter finns på Madagaskar. Madagaskars äldsta djur är den randiga urvirvelbaggen, som överlevt sedan dinosauriernas tid. Den hittades på 1950-talet i Madagaskar.
Efter att människan upptäckt Madagaskar, för ungefär 2000 år sedan, har flera av djuren utrotats. 
Flera arter på Madagaskar är hotade. Tre flodhästarter är redan utdöda, liksom Tachybaptus rufolavatus. Tachybaptus pelzelnii listas av IUCN som sårbar, och andfågeln Anas bernieri listas som starkt hotad.

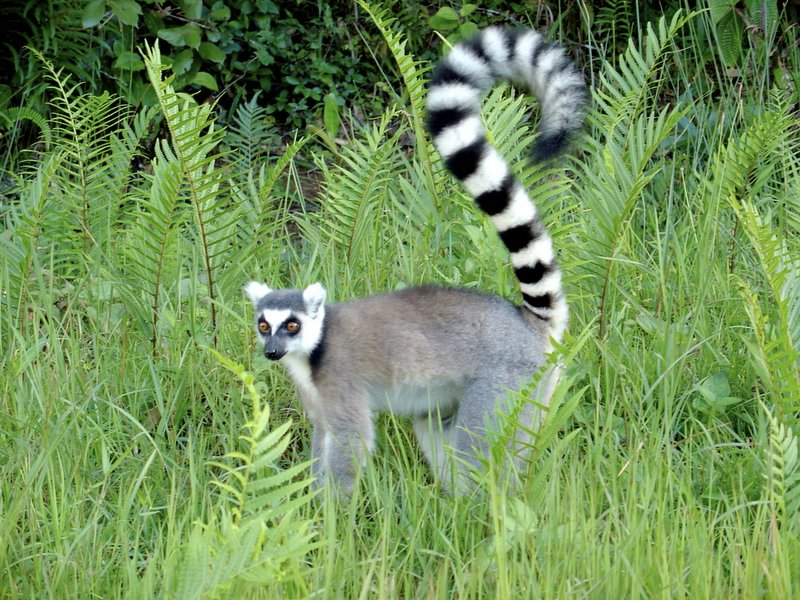
En ringsvanslemur.
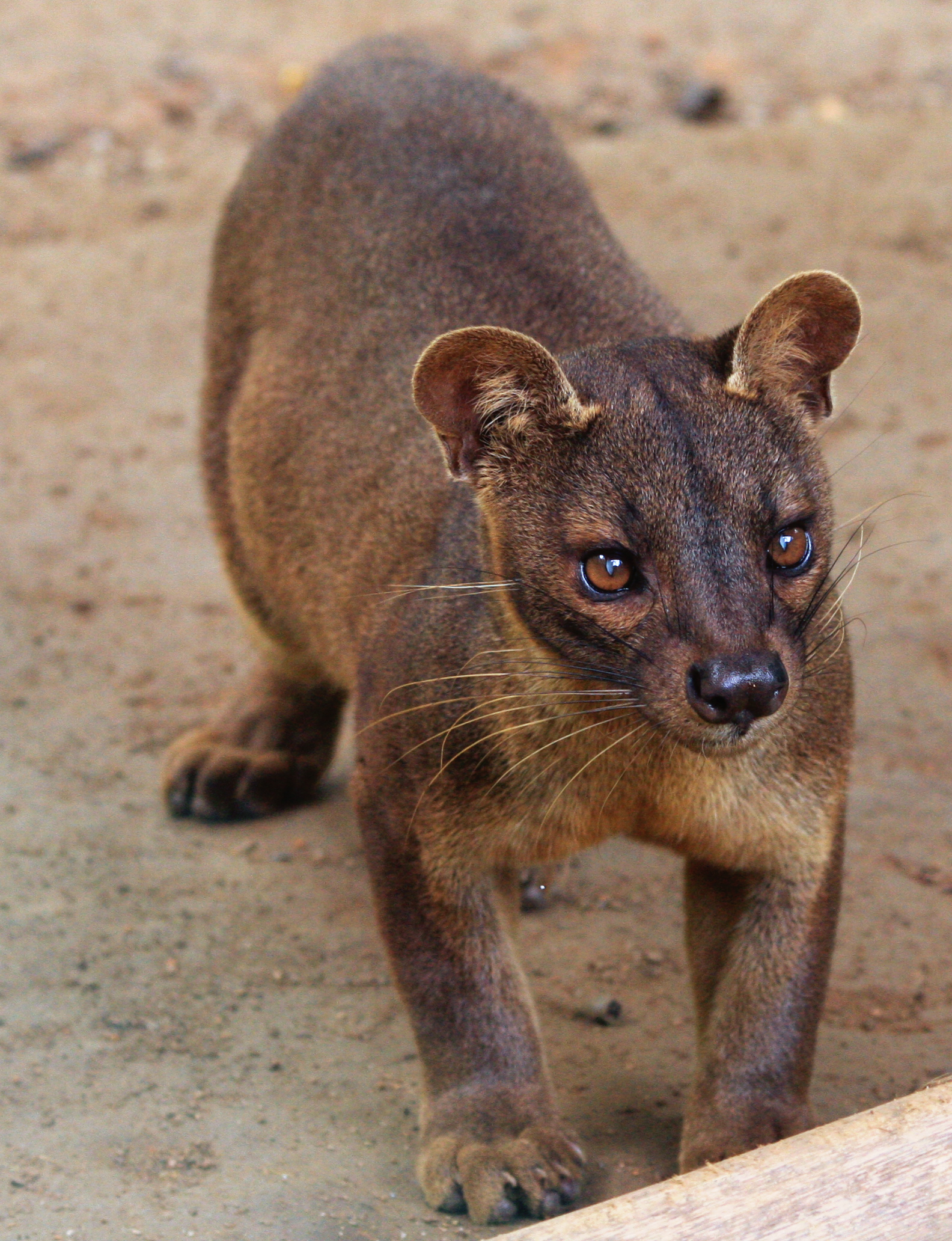
Fossa
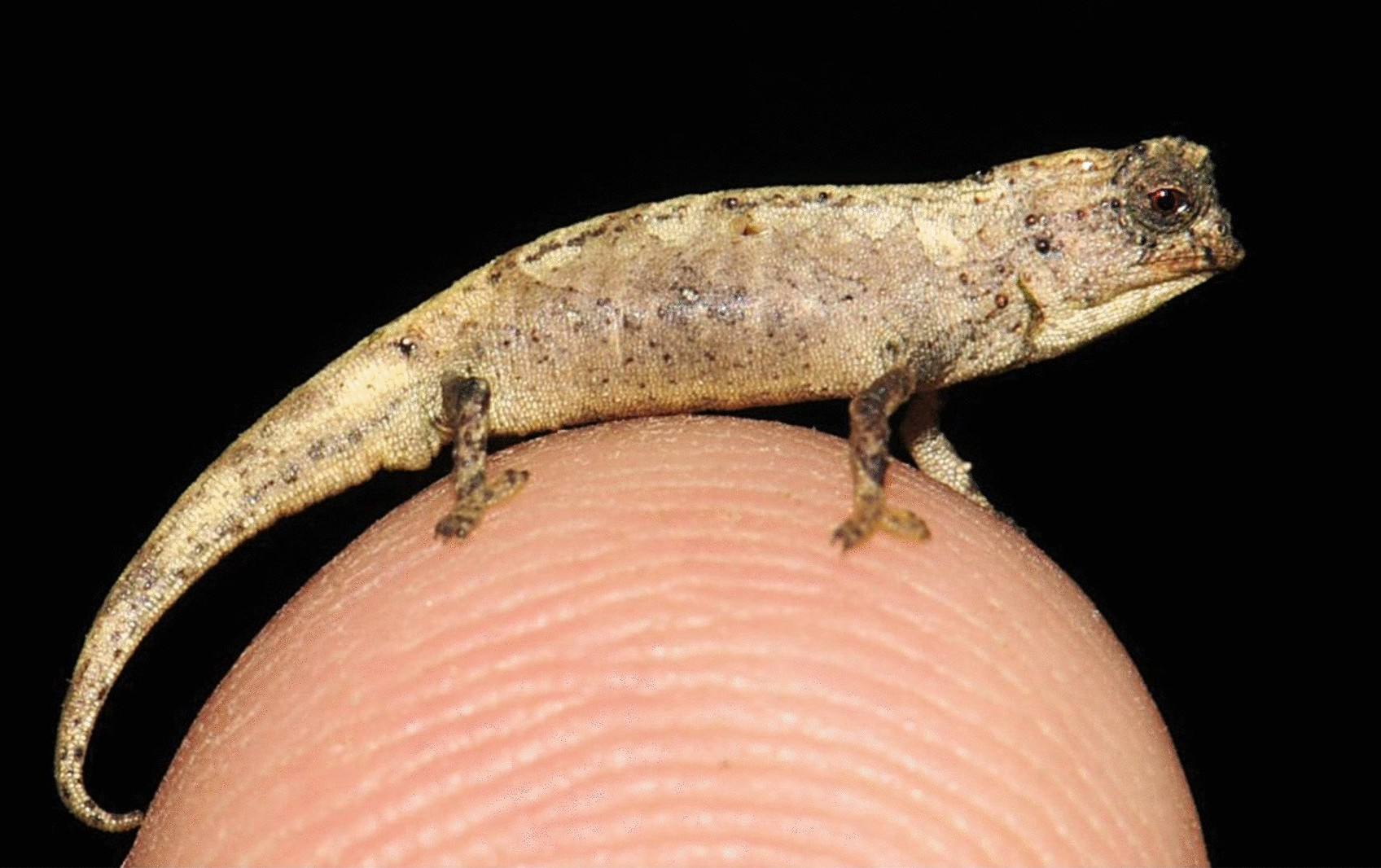
”nano-kameleonten” Brookesia nana
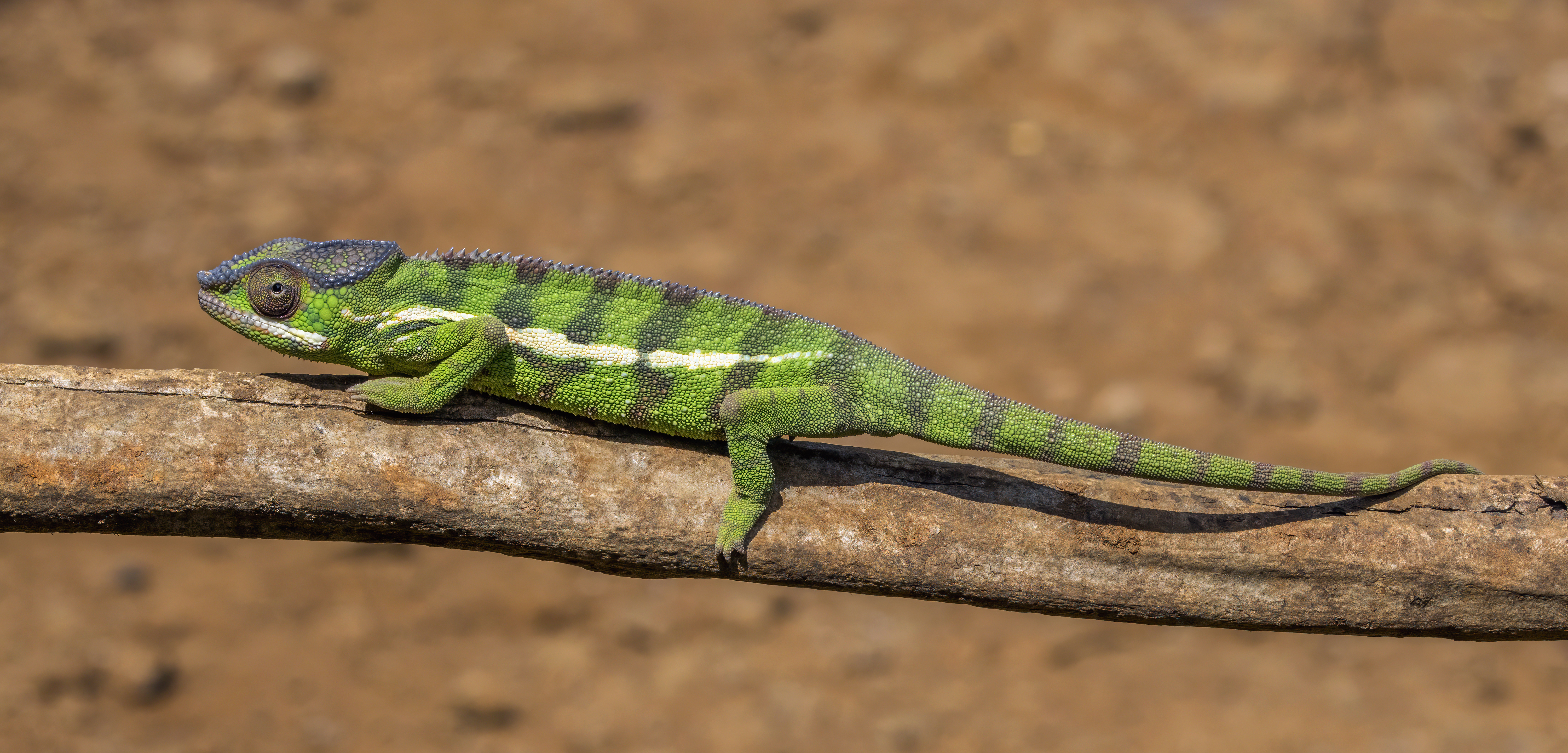
Panterkameleont
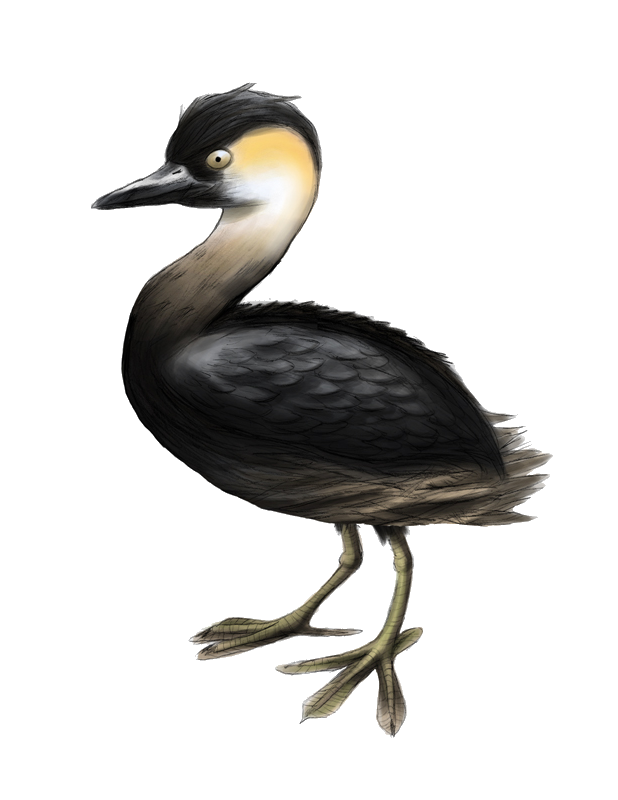
Alaotradopping (Tachybaptus rufolavatus)
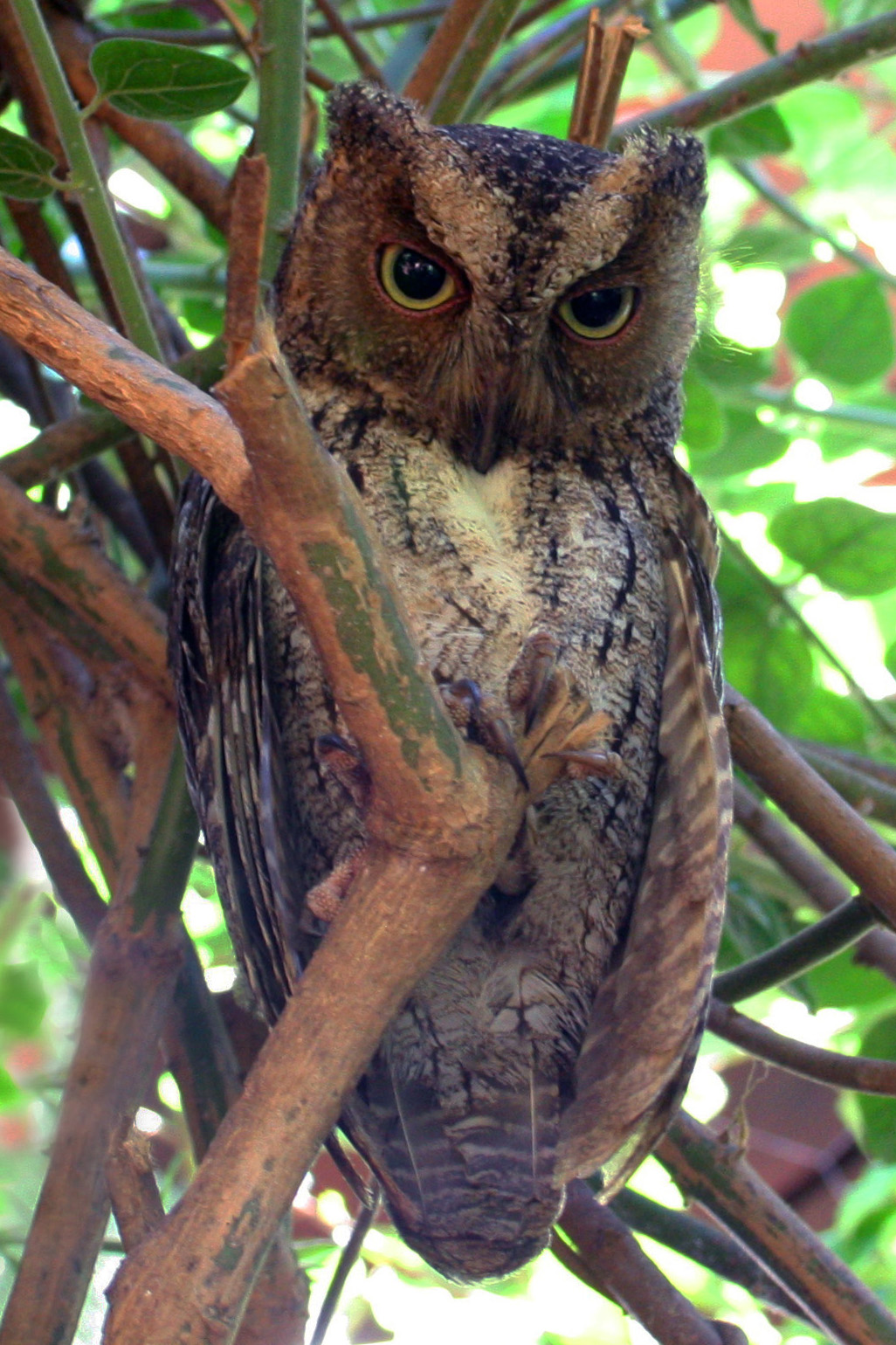
Västlig madagaskardvärguv
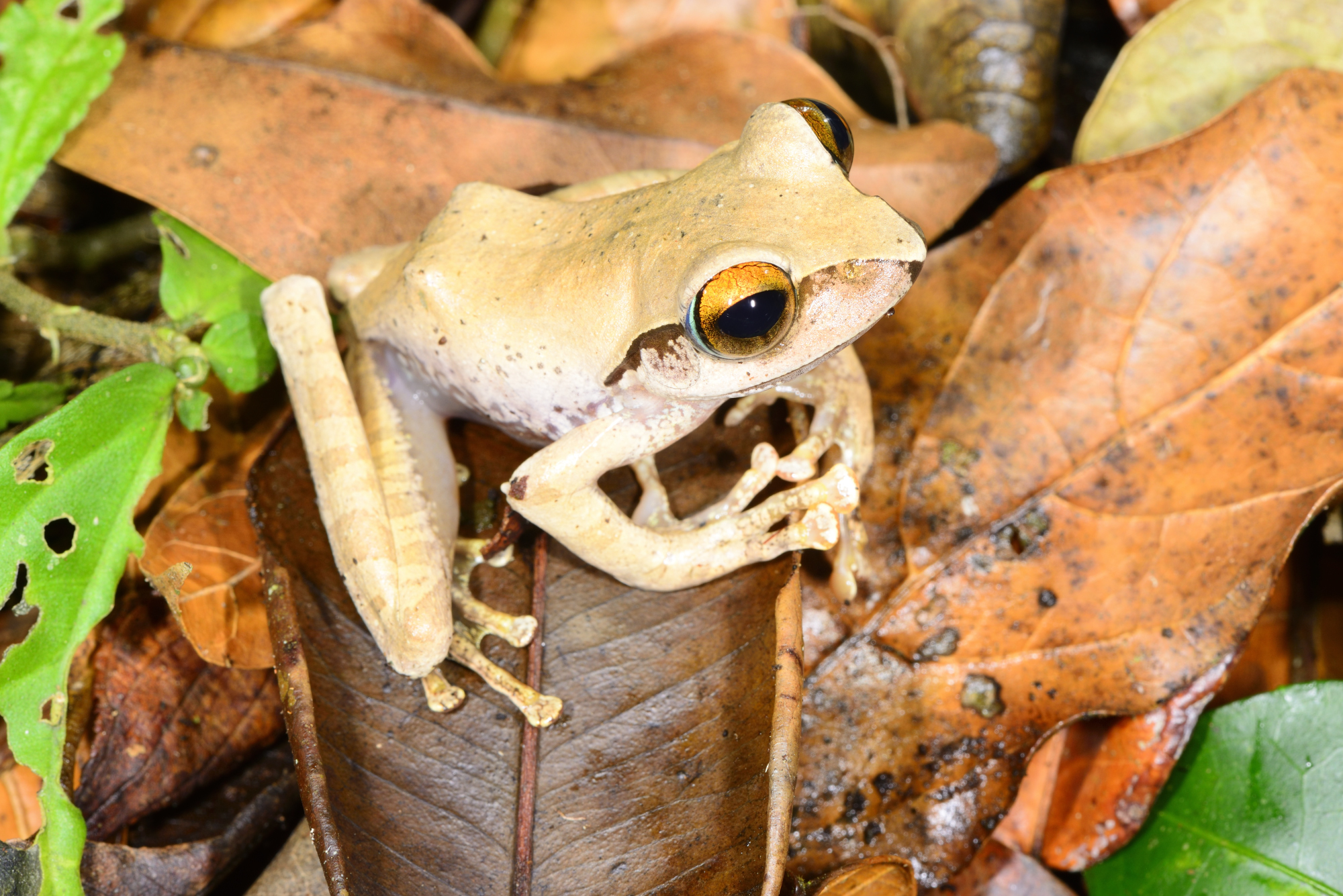
Groddjuret Boophis entingae
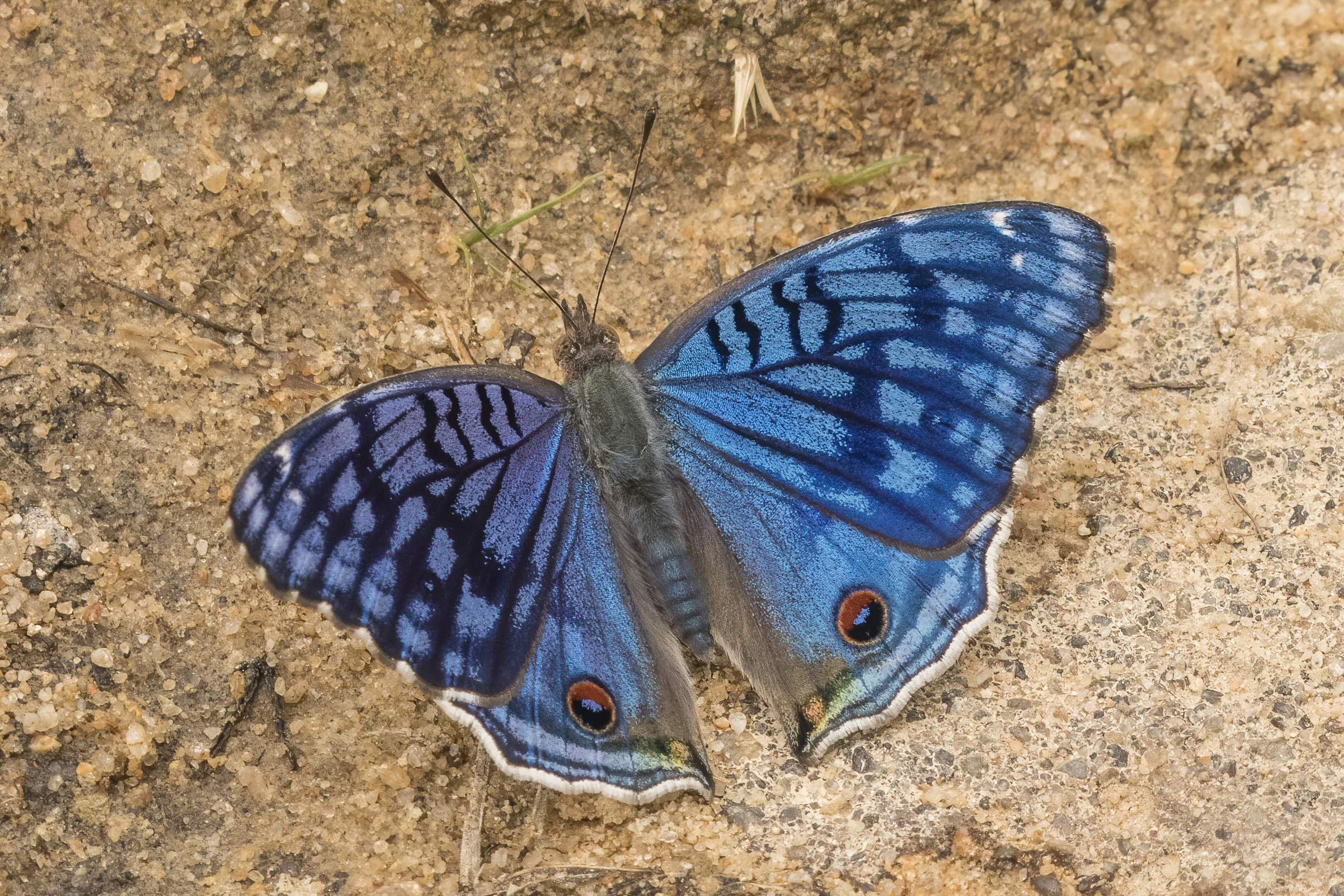
Fjärilsarten Junonia rhadama